# Pavones
Pavones es un barrio que ocupa la zona sureste del distrito de Moratalaz, en la ciudad de Madrid. 
Sus límites los conforman las calles Luis de Hoyos Sáinz, Laponia, la autopista M-40 y las avenidas del Mediterráneo (A-3) y Fuente Carrantona.
El barrio acoge la Junta Municipal del distrito de Moratalaz, el Polideportivo de Moratalaz y el principal templo mormón de Europa, concluido por esta comunidad religiosa el 15 de septiembre de 1998.

## Transportes
En Pavones se encuentra uno de los intercambiadores de transporte público de Madrid. En él, se enlaza la línea 9 de metro con los autobuses urbanos 20, 30, 32, 140, 142, 144 y E4.

### Cercanías Madrid
No existen estaciones de Cercanías en el barrio. La más cercana es la de Vicálvaro (C-2, C-7 y C-8) a la que se puede llegar mediante la línea 9 de metro.

### Metro de Madrid
La estación de Pavones (línea 9) da servicio al centro del barrio.

### Autobuses
Dentro de la red de la Empresa Municipal de Transportes de Madrid, las siguientes líneas prestan servicio a este barrio:
| Línea | Terminales                         |
| ----- | ---------------------------------- |
| 8     | Legazpi – Valdebernardo            |
| 20    | Sol/Sevilla – Pavones              |
| 30    | Felipe II – Pavones                |
| 32    | Jacinto Benavente – Pavones        |
| 71    | Manuel Becerra – Puerta de Arganda |
| 100   | Moratalaz – Valderrivas            |
| 140   | Pavones – Canillejas               |
| 142   | Pavones – Ensanche de Vallecas     |
| 144   | Pavones – Entrevías                |
| N8    | Cibeles – Pavones                  |
| E4    | Felipe II – Valdebernardo          |